# Geofluidodinamica
In fisica la geofluidodinamica è la branca della geofisica che studia il moto dei fluidi geofisici (atmosfera e oceani) appoggiandosi alle leggi fisiche della fluidodinamica applicata al sistema terrestre. Nota anche come fluidodinamica geofisica o fisica della Terra fluida, fa ampio uso delle equazioni primitive dei moti climatici che coincidono in buona sostanza con le equazioni di Navier-Stokes espresse nel sistema di riferimento (non inerziale) della superficie rotante del pianeta, eventualmente risolte definendo la "scala" di interesse (vedi scale dei moti geofisici). Si tratta di una disciplina avanzata e fondamentale per la descrizione matematica sotto forma di modelli matematici del sistema atmosfera-oceano, che obbediscono alle stesse leggi, da cui nascono i modelli climatici e i modelli oceanici utilizzati rispettivamente in climatologia e oceanografia.